# Theo Appeldoorn
Theo Appeldoorn (Arcen, 4 september 1943 – Venlo, 23 april 2021) was een Nederlands voetballer die tijdens zijn profloopbaan uitsluitend voor VVV uitkwam.

## Biografie
Appeldoorn werd in 1959 bij RKDSO ontdekt door trainer Willy Kment die hem naar VVV haalde. De 18-jarige rechtshalf maakte er op 24 september 1961 zijn competitiedebuut, in een thuiswedstrijd tegen Sparta Rotterdam (1-1). Tijdens zijn eerste drie optredens baarde hij opzien door het uitschakelen van gerenommeerde voetballers als Piet de Vries, Tonny van Ede en Helmut Rahn. Een echte doorbraak bleef echter uit. Drie jaar later keerde hij terug naar de amateurs, waar hij bij IVO in zijn woonplaats Velden ging spelen. Op 23 april 2021 overleed hij op 77-jarige leeftijd.

### Clubstatistieken
| Seizoen         | Club            | Competitie      | Competitie | Competitie | Beker | Beker | Intertoto | Intertoto | Totaal | Totaal |
| Seizoen         | Club            | Competitie      | Wed.       | Dlp.       | Wed.  | Dlp.  | Wed.      | Dlp.      | Wed.   | Dlp.   |
| --------------- | --------------- | --------------- | ---------- | ---------- | ----- | ----- | --------- | --------- | ------ | ------ |
| 1961/62         | VVV             | Eredivisie      | 11         | 0          | 1     | 0     | 0         | 0         | 11     | 1      |
| 1962/63         | VVV             | Eerste divisie  | 5          | 0          | 0     | 0     | —         | —         | 5      | 0      |
| 1963/64         | VVV             | Eerste divisie  | 2          | 0          | 0     | 0     | —         | —         | 2      | 0      |
| Carrière totaal | Carrière totaal | Carrière totaal | 18         | 0          | 1     | 0     | 0         | 0         | 19     | 0      |

## Trivia
Theo Appeldoorn is de vader van wielrenner Pascal Appeldoorn die in 1994 Nederlands kampioen op de weg werd bij de amateurs.